# KiwiRail
KiwiRail Holdings Limited — железнодорожный оператор Новозеландской железнодорожной корпорации, работающий под маркой KiwiRail. Штаб-квартира компании находится в Веллингтоне, Новая Зеландия. KiwiRail является крупнейшим железнодорожным оператором в Новой Зеландии. С июля 2010 года Джон Спенсер занимает пост председателя компании. Дочерними компаниями KiwiRail являются компании KiwiRail Scenic Journeys, Tranz Metro, Interisland Line и Hillside Engineering.

## История
KiwiRail была создана путём объединения нескольких транспортных компаний, существовавших в XIX веке. До KiwiRail железнодорожный транспорт в Новой Зеландии принадлежал и государственным, и частным компаниям. Государственными операторами были Министерство общественных работ (1873—1880), Новозеландский департамент железных дорог (1880—1982) и Новозеландская железнодорожная корпорация (1982—1990). В 1991 году была создана компания New Zealand Rail Limited, которая была приватизирована в 1993 году, а в 1995 году переименована в Tranz Rail. В 2004 году бизнес железнодорожных, паромных операций и наземных грузоперевозок Trainz Rail был приобретён компанией Toll Holdings и переименован в Toll NZ. Правительство тем временем выкупило железнодорожную сеть и передало её в управление Новозеландской железнодорожной корпорации (под маркой ONTRACK). Затем правительство начало переговоры с Toll NZ по вопросу оплаты за использование железнодорожной сети. Эти переговоры не увенчались успехом, и правительство национализировало железнодорожные и паромные активы Toll NZ в 2008 году, переименовав их в KiwiRail. Toll NZ сохранила за собой право на оказание услуг по грузоперевозке автомобильным транспортом.
Транспортные операции KiwiRail на Южном острове были прерваны в результате землетрясения 2010 года, но KiwiRail приняла участие в ликвидации последствий катастрофы. Операции снова были прерваны в результате землетрясения в феврале 2011 года, в результате которого рейсы пассажирских поездов TranzAlpine и Coastal Pacific были отменены как минимум до 1 марта 2011 года.

### Инвестиционный план
В 2010 году бюджет KiwiRail получил инвестиций в капитал на сумму 250 млн новозеландских долларов и дополнительных 500 млн новозеландских долларов на стабилизацию в течение десятилетия. Премьер-министр Джон Ки и министр транспорта Стивен Джойс выступили с заявлением, что эти вложения являются частью 4.6-миллиардного инвестиционного плана, 

разработанного для того, чтобы увидеть как грузовые железнодорожные перевозки станут стабильными в течение десяти лет, и достигнут той точки, когда расходы будут окупаться исключительно за счёт доходов, полученных от клиентов.Оригинальный текст (англ.)designed to see the rail freight become sustainable within a decade by getting it to a point where its costs are funded solely from customer revenue.— 
KiwiRail описывает этот план как отражающий «необходимость создания жизнеспособной и эффективной железнодорожной отрасли, способной удовлетворить свою долю грузовых перевозок, которая по прогнозам вырастет по меньшей мере на 75 процентов к 2031 году».
Этот план направлен на увеличение объёмов железнодорожных перевозок и доходов, повышения производительности труда, модернизации активов и отделения коммерческих элементов бизнеса от некоммерческих.
План включает пять основных пунктов:
- «Шаг изменений» на основном маршруте Окленд — Веллингтон — Крайстчерч:
  - Сокращение транзитного времени и повышение надежности на маршруте — спрямление кривых, снятие ограничений скорости, обновления мостов, шпал и разъездов. В настоящее время грузовой экспресс преодолевает расстояние между Оклендом и Веллингтоном за тринадцать с половиной часов — также, как в конце 1970-х годов. Грузовик этот же маршрут преодолевает за девять часов. KiwiRail стремится сократить транзитное время до 11 часов.
  - Улучшение въезда и выезда из Окленда и Веллингтона — улучшения терминалов и основных линий для уменьшения транзитного времени и конфликтов с пригородным транспортом
  - Увеличение потенциала паромов для грузовых железнодорожных перевозок — увеличение длины парома Aratere[англ.] и модификация парома Kaitaki для возможности транспортировки железнодорожных составов
- Повышение надёжности и мощности:
  - Увеличение обновлений «других ключевых маршрутов», инвестиции в замену шпал, укрепление мостов, ремонт земляного полотна.
- Инвестиции в:
  - Улучшение IT-систем и процессов, оборудования и сооружений на терминалах
  - Сорок новых локомотивов (DL класса[англ.]) и 3000 новых вагонов[7].
  - Улучшение инфраструктуры маршрутов
- Второстепенные линии:
  - KiwiRail пересмотрит бизнес на:
    - Северной Оклендской линии[англ.]
    - линии Стратфорд — Окахукура[англ.] (законсервирована в 2009 году)
    - линии Нейпир — Гисборн[англ.] (законсервирована в октябре 2012 года)[8]
    - линии Уаирарапа[англ.]

  - Консультации с общественностью, клиентами и сотрудниками
  - Закрытие или консервация к 2012 году, если основные клиенты не имеют возражений
- Метро в Окленде и Веллингтоне
  - Уточнение и определение ответственности за расходы, связанные с работой сети метро. В результате активы Tranz Metro[англ.] должны быть переданы в Большой региональный Совет Веллингтона.

Два крупных клиента KiwiRail, Mainfreight и Fonterra, вкладывают значительные средства в железнодорожную инфраструктуру. Mainfreight выделил 60 млн долларов для инвестиций в новые железнодорожные депо, в то время как Fonterra инвестировала 130 млн долларов в новые железнодорожные узлы в Гамильтоне и в Мосгиле.

### Разделение
По состоянию на 1 ноября 2011 года, KiwiRail планировала отделить свои земельные и имущественные активы от операционных активов. 27 июня 2012 года было объявлено, что стоимость земельных и операционных активов компании снизится с 7,8 млрд новозеландских долларов до 1,1—1,3 млрд; KiwiRail останется железнодорожным и паромным оператором, в то время как Новозеландская железнодорожная корпорация будет управлять землёй в пользовании KiwiRail.

### Реализация имущества
19 апреля 2012 года KiwiRail объявила о продаже своего подразделения, Hillside Engineering. В ноябре 2012 года было объявлено о том, что часть бизнеса продана австралийской компании Bradken, а оставшийся бизнес Hillside Engineering будет закрыт. Девяносто работников при этом должны быть уволены после завершения сделки.
В июле 2012 года стало известно, что KiwiRail рассматривает возможность продажи своего подразделения Tranz Scenic, осуществляющего междугородние пассажирские перевозки.

## Операции

### Сеть KiwiRail
KiwiRail оказывает услуги на протяжении 3898 километров пути, из которых около 500 километров электрифицировано. Подразделение KiwiRail Network обслуживает и поддерживает сетевую инфраструктуру. Это подразделение раньше называлось ONTRACK; торговая марка появилась в 2004 году, после того, как правительство выкупило всю новозеландскую железнодорожную инфраструктуру у Toll NZ. Рик ван Барневельд (англ. Rick van Barneveld), бывший глава Tranzit New Zealand, является его генеральным директором.
KiwiRail Network занимается тремя основными направлениями деятельности:
- Подразделение несёт ответственность за обслуживание, эксплуатацию и развитие всей основной железнодорожной инфраструктуры Новой Зеландии (см. Список железнодорожных линий Новой Зеландии[англ.]). Дочерняя компания подразделения, ONTRACK Infrastructure Ltd[17], на коммерческой основе обеспечивает доступ железнодорожных операторов к железнодорожной сети.
- Подразделение является регулятором железнодорожной сети, предоставляя диспетчерские услуги и сигнализацию.
- Управляет значительной долей земельного портфеля и получает доходы от предоставления в аренду земли и зданий на коммерческой основе.

Сеть KiwiRail:
- Длина маршрутов: 3898 км
- Тоннелей: 149
- Мостов: 1700
- Электрифицировано: 95 км постоянным током в 1,5 кВ (область Веллингтона), 411 км переменным током в 25 кВ 50 Гц (центральная секция основной магистрали Северного острова)

#### Станционные парки
Наиболее крупные железнодорожные объекты, используемые KiwiRail, находятся в:
- Уэстфилде[англ.], Окленд
- Саутдауне[англ.], Окленд
- товарный двор компании Fonterra в Те Рапа[англ.], Гамильтон
- Веллингтоне
- Пиктоне, Марлборо
- Аддингтоне[англ.], Крайстчерч
- Миддлтоне, Крайстчерч
- склады Fonterra в долине Таирери[англ.], Мосгил[англ.]

### Грузы
Перевозка грузов составляет основную часть оборота KiwiRail. В июле 2012 года годовой оборот от перевозки грузов составил 457 миллионов новозеландских долларов. Грузооборот компании KiwiRail за этот период составил 4,58 миллионов тоннокилометров.
KiwiRail перевозит различные товары, в первую очередь уголь и молоко, а также занимается интермодальными перевозками.
Одной из основных операций KiwiRail является перевозка угля составами до 30 вагонов по линии Midland, от Западного побережья до Литтелтона.

### Пассажиры
Основные статьи: KiwiRail Scenic Journeys, Tranz Metro
Tranz Metro — пригородный оператор Веллингтона, дочерняя компания KiwiRail. В 2011 году активы компании Tranz Metro (общей стоимостью в 107,5 миллионов новозеландских долларов) были переданы дочерней компании Веллингтонского регионального Совета, Greater Wellington Rail Limited.
Оператором оклендских пригородных поездов является независимая компания, Veolia Transport.
KiwiRail Scenic Journeys — дочерняя компания KiwiRail, являющаяся оператором пассажирских поездов дальнего следования: Capital Connection, Northern Explorer, TranzAlpine и Coastal Pacific.

### Подвижной состав
Основная статья: Локомотивы Новой Зеландии
KiwiRail использует различные локомотивы, в том числе маневровые и специализированные, используемые при перевозке угля и других грузов.
- DAR[англ.]: 1 на хранении
- DBR[англ.]: 8 (2 в лизинге у Auckland Transport[англ.])
- DC[англ.]: 70 (20 в лизинге у Auckland Transport)
- DFT[англ.]: 30 (4 в лизинге у Auckland Transport)
- DH[англ.]: 6 (тяжёлые маневровые)
- DL[англ.]: 20 в сервисе, 20 заказано, 20 в эксплуатации
- DQ[англ.]: 4 (2 на хранении в Tasrail[англ.])
- DSC[англ.]: 70 (маневровые)
- DSG[англ.]: 24 (тяжёлые маневровые)
- DSJ[англ.]: 5 (маневровые)
- DX[англ.]: 46 (классифицируются как DXB и DXC)
- DXR[англ.]: 2
- EO[англ.]: 5 на хранении
- EF[англ.]: 19 (2 возвращены в сервис)
- TR[англ.]: 21 (лёгкие маневровые, для работы в тесных условиях, сдаются в аренду промышленным потребителям)

### Инженерное обеспечение
KiwiRail использует два основных инженерных комплекса:
- Hutt Workshops[англ.], Веллингтон.
- Hillside Engineering[англ.], Данидин.

19 апреля 2012 года компания KiwiRail объявила, что подразделение Hillside Engineering будет продано.

## Корпоративное управление
| Правление                                      |                                                  |
| Джон Спенсер (англ. John Spencer)              | Председатель                                     |
| Пола Ребсток (англ. Paula Rebstock)            | Заместитель председателя                         |
| доктор Кевин Томпсон (англ. Dr Kevin Thompson) | Директор                                         |
| Роберт Филд (англ. Robert Field)               | Директор                                         |
| Ребекка Томас (англ. Rebecca Thomas)           | Директор                                         |
| Марк Тьюм (англ. Mark Tume)                    | Директор                                         |
| Джон Люхарс (англ. John Leuchars)              | Директор                                         |
| Руководство                                    |                                                  |
| Джим Куинн (англ. Jim Quinn)                   | Глава руководства                                |
| Рик ван Барневельд (англ. Rick van Barneveld)  | Генеральный директор, инфраструктура и инженерия |
| Томас Дэвис (англ. Thomas Davis)               | Генеральный директор, межостровные перевозки     |
| Иэн Хилл (англ. Iain Hill)                     | Генеральный директор, грузоперевозки             |
| доктор Дебора Хьюм (англ. Dr Deborah Hume)     | Генеральный директор, пассажирские перевозки     |
|                                                | Генеральный директор, безопасность пассажиров    |
| Дэвид Уолш (англ. David Walsh)                 | Генеральный директор, корпоративные финансы      |

### KiwiRail
- KiwiRail  (англ.)
- KiwiRail Freight  (англ.)

### Дочерние компании KiwiRail
- Tranz Scenic  (англ.)
- Tranz Metro  (англ.)
- Hillside Engineering  (англ.)

### Статьи в СМИ о KiwiRail
- Gareth Vaughan. KiwiRail value halves (англ.). Business Day (3 июня 2009). Дата обращения: 27 января 2013. Архивировано из оригинала 6 февраля 2013 года.
- KiwiRail under price pressure (англ.). Business Day. Дата обращения: 27 января 2013. Архивировано из оригинала 6 февраля 2013 года.
- Cherie Howie. MP at a loss after KiwiRail rejects plea (англ.). Marlborough Express (16 апреля 2009). Дата обращения: 27 января 2013. Архивировано из оригинала 6 февраля 2013 года.
- Trains now called KiwiRail (англ.). The Dominion Post (30 июня 2008). Дата обращения: 27 января 2013. Архивировано из оригинала 6 февраля 2013 года.